# Upupa antaios
Espèce
Statut de conservation UICN

 EX  : Éteint
Upupa antaios est une espèce d'oiseaux de la famille des Upupidae.

## Répartition
Cette espèce de huppe était endémique de l'île de Sainte-Hélène. On pense qu'elle a disparu peu après la découverte de l'île par les Portugais en 1502. L'espèce était beaucoup plus imposante que les espèces existantes. Elle était terrestre et ne volait pas.